# Выборы губернатора Курской области (2019)
Выборы губернатора Курской области (руководителя Администрации Курской области) состоялись в Курской области 8 сентября 2019 года в единый день голосования. Губернатор избирался сроком на 5 лет. Победу в первом туре одержал временно исполняющий обязанности губернатора Роман Старовойт.

## Предшествующие события
Предыдущие выборы губернатора Курской области прошли в 2014 году. На них с результатом 66,81 % голосов победил Александр Михайлов, руководивший регионом с 2000 года.
11 октября 2018 года президент РФ Владимир Путин принял отставку Михайлова и назначил временно исполняющим обязанности губернатора Романа Старовойта.

## Ключевые даты
- 7 июня
  - Курская областная дума назначила выборы на 8 сентября 2019 года (единый день голосования)[3].
  - опубликован расчёт числа подписей депутатов, необходимых для регистрации кандидата[4].
- 11 июня постановление о назначении выборов было опубликовано.
- с 11 июня по 10 июля — период выдвижения кандидатов[3].
- агитационный период начинается со дня выдвижения кандидата и прекращается за одни сутки до дня голосования.
- с 14 по 24 июля — представление документов для регистрации кандидатов, к заявлениям должны прилагаться листы с подписями муниципальных депутатов[3].
  - в течение 10 дней после принятия документов для регистрации — принятие решения о регистрации кандидата либо об отказе в регистрации[3].
- с 10 августа по 6 сентября — проведение агитации в СМИ[3].
- 7 сентября — день тишины.
- 8 сентября — день голосования.

## Выдвижение и регистрация кандидатов
В Курской области кандидаты могут выдвигаться только политическими партиями, имеющими право участвовать в выборах.
Каждый кандидат при регистрации должен представить список из трёх человек, один из которых, в случае избрания кандидата, станет представителем правительства региона в Совете Федерации.

### Муниципальный фильтр
В Курской области кандидаты должны собрать подписи 6 % депутатов представительных органов муниципальных образований и (или) избранных на выборах глав муниципальных образований. Среди них должны быть подписи депутатов представительных органов районов и городских округов и (или) избранных на выборах глав районов и городских округов в количестве 6 % от их общего числа. Кроме того, кандидат должен получить подписи не менее чем в трёх четвертях районов и городских округов. По расчёту избиркома, каждый кандидат должен собрать от 214 до 224 подписей депутатов всех уровней и глав муниципальных образований, из которых от 36 до 38 — депутатов представительных органов и (или) глав не менее чем 25 районов и городских округов области.

## Кандидаты
| Кандидат          | Должность (на момент выдвижения)                                                                             | Партия выдвижения   | Статус           | Кандидаты в Совет Федерации |
| ----------------- | --- | ------------------- | ---------------- | --------------------------- |
| Николай Карцев    | заместитель директора ОО «Железногорский Центр по правам человека», депутат Железногорской городской думы    | Справедливая Россия | зарегистрирован  |                             |
| Роман Старовойт   | временно исполняющий обязанности губернатора Курской области                                                 | Единая Россия       | зарегистрирован  |                             |
| Владимир Фёдоров  | заместитель председателя комитета Курской областной думы по аграрной политике, природопользованию и экологии | ЛДПР                | зарегистрирован  |                             |
| Владимир Фирсов   | уполномоченный по правам человека в Курской области                                                          | КПРФ                | зарегистрирован  |                             |
| Татьяна Черникова | директор ООО «Тренд»                                                                                         | Зелёные             | зарегистрирована |                             |

## Результаты
10 сентября Избирательная комиссия Курской области подвела окончательные результаты выборов. Губернатором избран Роман Старовойт. 16 сентября Старовойт вступил в должность губернатора и переназначил членом Совета Федерации Александра Михайлова.
| Место                                    | Место                                    | Кандидат                                 | Партия                                   | Голосов | %       |
| ---------------------------------------- | ---------------------------------------- | ---------------------------------------- | ---------------------------------------- | ------- | ------- |
|                                          | 1.                                       | Роман Старовойт                          | Единая Россия                            | 310 648 | 81,07 % |
|                                          | 2.                                       | Владимир Фирсов                          | КПРФ                                     | 21 644  | 5,65 %  |
|                                          | 3.                                       | Владимир Фёдоров                         | ЛДПР                                     | 20 888  | 5,45 %  |
|                                          | 4.                                       | Татьяна Черникова                        | Зелёные                                  | 12 649  | 3,30 %  |
|                                          | 5.                                       | Николай Карцев                           | Справедливая Россия                      | 11 541  | 3,01 %  |
|                                          |                                          |                                          |                                          |         |         |
| Действительных бюллетеней                | Действительных бюллетеней                | Действительных бюллетеней                | Действительных бюллетеней                | 377 370 | 98,48 % |
| Недействительных бюллетеней              | Недействительных бюллетеней              | Недействительных бюллетеней              | Недействительных бюллетеней              | 5824    | 1,52 %  |
| Всего                                    | Всего                                    | Всего                                    | Всего                                    | 383 194 | 100 %   |
|                                          |                                          |                                          |                                          |         |         |
| Число бюллетеней, выданных на участке    | Число бюллетеней, выданных на участке    | Число бюллетеней, выданных на участке    | Число бюллетеней, выданных на участке    | 328 633 | 85,71 % |
| Число бюллетеней, выданных вне помещения | Число бюллетеней, выданных вне помещения | Число бюллетеней, выданных вне помещения | Число бюллетеней, выданных вне помещения | 54 794  | 14,29 % |
|                                          |                                          |                                          |                                          |         |         |
| Явка                                     | Явка                                     | Явка                                     | Явка                                     | 383 427 | 41,56 % |
| Число избирателей                        | Число избирателей                        | Число избирателей                        | Число избирателей                        | 922 506 | 100 %   |